# George Horvath
George Anthony Harry Horvath (ur. 14 marca 1960 w Danderyd, zm. 3 maja 2022 w Växjö) – szwedzki pięcioboista nowoczesny.  Brązowy medalista olimpijski z Moskwy.
Zawody w 1980 były jego jedynymi igrzyskami olimpijskimi. Po medal sięgnął w rywalizacji drużynowej, tworzyli ją ponadto Svante Rasmuson i Lennart Pettersson. Indywidualnie zajął dziewiąte miejsce.
Jego ojciec Antal Moldrich reprezentował Węgry w pięcioboju nowoczesnym na igrzyskach olimpijskich w 1956 w Melbourne.